# Corticaria geisha
Corticaria geisha es una especie de coleóptero de la familia Latridiidae.

## Distribución geográfica
Habita en Japón.